# Hårig axrisp
Hårig axrisp (Psylliostachys spicata) är en triftväxtart som först beskrevs av Carl Ludwig von Willdenow, och fick sitt nu gällande namn av Sergej Arsenjevitj Nevskij. Hårig axrisp ingår i släktet axrispar, och familjen triftväxter. Arten har ej påträffats i Sverige.